# AWA世界ヘビー級王座
AWA世界ヘビー級王座（AWAせかいヘビーきゅうおうざ、AWA World Heavyweight Championship）は、アメリカン・レスリング・アソシエーション（以下AWA）が認定するプロレスの王座の一つである。かつてはNWA世界ヘビー級王座、WWF世界ヘビー級王座と並び「三大世界王座」と呼ばれていた。
なお、俗に「AWA」と冠された王座はボストン（ボストン版）やオマハ（オマハ版）をはじめ、シカゴやオハイオなどにも存在したが、最終的に消滅または本項で記述するバーン・ガニアのミネアポリス版王座に吸収された。カール・ゴッチやドン・レオ・ジョナサンの来歴に「AWA世界ヘビー級王者」とあるのは、それら各地区版のヘビー級王座の獲得歴をもとにしている。
1996年にAWAスーパースターズによって同名のタイトルが復活しているが、それについてはWSL世界ヘビー級王座の項参照。

## 歴史
1960年5月、NWAミネアポリス地区のプロモーターを兼任していたバーン・ガニアがNWAを脱退してAWAを設立。当時のNWA世界ヘビー級王者であったパット・オコーナーを初代AWA世界ヘビー級王者（NWA世界ヘビー級王座との二冠。記録上の戴冠日はNWA王座の戴冠日でもある1959年1月9日）として認定し、ガニアとの指名試合を勧告。90日以内にガニアとの試合を行わない場合は、AWA王座を剥奪すると通達した。しかし、オコーナーはガニアとの指名試合を拒否したため、勧告から90日後にオコーナーからAWA王座を剥奪。8月1日に指名挑戦者であったガニアをAWA世界ヘビー級王者として認定した。その後、AWA王座はNWA王座から切り離され、独自の世界王座として定着した。
1963年8月25日にはガニアが、オマハ版の世界ヘビー級王者であったフリッツ・フォン・エリックを破って王座を統一し、オマハ版王座を吸収。このことから、日本では世界ヘビー級王座（オマハ版）をAWA世界ヘビー級王座（オマハ版）と呼称する場合がある。
日本でも度々タイトルマッチが開催され、1970年代から1980年代前半にかけては、提携先の国際プロレスや全日本プロレスのリングでチャンピオンのガニアやニック・ボックウィンクルが、ビル・ロビンソン、ラッシャー木村、大木金太郎、ジャイアント馬場、ジャンボ鶴田などを挑戦者に迎えて防衛戦を行った。
1985年10月21日には全日本プロレスの両国国技館大会において、AWA世界ヘビー級王者のリック・マーテルと、NWA世界ヘビー級王者のリック・フレアーとの間で史上初のAWAとNWAの世界ダブルタイトルマッチが行われている（結果は両者リングアウト）。
AWAの衰退期である1980年代後半には、マサ斎藤の仲介で新日本プロレスと関係を持つようになった。日本人レスラーでは鶴田と斎藤が王者になっている。
1991年、AWAの活動停止に伴い封印された。

## 歴代王者
| 歴代                                                                                                 | 選手                       | 戴冠回数 | 獲得日付       | 獲得場所 （対戦相手・その他）                                                  |
| --- | -------------------------- | -------- | -------------- | ------------------------------------------------------------------------------ |
| 初代                                                                                                 | パット・オコーナー         | 1        | 1959年1月9日   | 不明 AWAから指名 指名試合を拒否したため剥奪                                    |
| 第2代                                                                                                | バーン・ガニア             | 1        | 1960年8月16日  | 不明 AWAから指名                                                               |
| 第3代                                                                                                | ジン・キニスキー           | 1        | 1961年7月11日  | ミネソタ州ミネアポリス                                                         |
| 第4代                                                                                                | バーン・ガニア             | 2        | 1961年8月8日   | ミネソタ州ミネアポリス                                                         |
| 第5代                                                                                                | ミスターM                  | 1        | 1962年1月9日   | ミネソタ州ミネアポリス                                                         |
| 第6代                                                                                                | バーン・ガニア             | 3        | 1962年8月21日  | ミネソタ州ミネアポリス                                                         |
| 第7代                                                                                                | クラッシャー・リソワスキー | 1        | 1963年7月9日   | ミネソタ州ミネアポリス                                                         |
| 第8代                                                                                                | バーン・ガニア             | 4        | 1963年7月20日  | ミネソタ州ミネアポリス                                                         |
| 第9代                                                                                                | フリッツ・フォン・エリック | 1        | 1963年7月27日  | ネブラスカ州オマハ                                                             |
| 第10代                                                                                               | バーン・ガニア             | 5        | 1963年8月8日   | テキサス州アマリロ                                                             |
| 第11代                                                                                               | クラッシャー・リソワスキー | 2        | 1963年11月16日 | ミネソタ州セントポール                                                         |
| 第12代                                                                                               | バーン・ガニア             | 6        | 1963年12月14日 | ミネソタ州ミネアポリス                                                         |
| 第13代                                                                                               | マッドドッグ・バション     | 1        | 1964年5月2日   | ネブラスカ州オマハ                                                             |
| 第14代                                                                                               | バーン・ガニア             | 7        | 1964年5月16日  | ネブラスカ州オマハ                                                             |
| 第15代                                                                                               | マッドドッグ・バション     | 2        | 1964年10月20日 | ミネソタ州ミネアポリス                                                         |
| 第16代                                                                                               | イゴール・ボディック       | 1        | 1965年5月15日  | ネブラスカ州オマハ                                                             |
| 第17代                                                                                               | マッドドッグ・バション     | 3        | 1965年5月22日  | ネブラスカ州オマハ                                                             |
| 第18代                                                                                               | クラッシャー・リソワスキー | 3        | 1965年8月21日  | ミネソタ州セントポール                                                         |
| 第19代                                                                                               | マッドドッグ・バション     | 4        | 1965年11月12日 | コロラド州デンバー                                                             |
| 第20代                                                                                               | ディック・ザ・ブルーザー   | 1        | 1966年11月12日 | ネブラスカ州オマハ                                                             |
| 第21代                                                                                               | マッドドッグ・バション     | 5        | 1966年11月19日 | ネブラスカ州オマハ                                                             |
| 第22代                                                                                               | バーン・ガニア             | 8        | 1967年2月26日  | ミネソタ州セントポール                                                         |
| 第23代                                                                                               | ドクターX                  | 1        | 1968年8月17日  | ミネソタ州ブルーミントン                                                       |
| 第24代                                                                                               | バーン・ガニア             | 9        | 1968年8月31日  | ミネソタ州ミネアポリス                                                         |
| 第25代                                                                                               | ニック・ボックウィンクル   | 1        | 1975年11月8日  | ミネソタ州セントポール                                                         |
| 第26代                                                                                               | バーン・ガニア             | 10       | 1980年7月18日  | イリノイ州シカゴ 引退のため返上                                                |
| 第27代                                                                                               | ニック・ボックウィンクル   | 2        | 1981年5月19日  | 不明 AWAから指名                                                               |
| 第28代                                                                                               | オットー・ワンツ           | 1        | 1982年8月29日  | ミネソタ州セントポール                                                         |
| 第29代                                                                                               | ニック・ボックウィンクル   | 3        | 1982年10月9日  | イリノイ州シカゴ                                                               |
| 第30代                                                                                               | ジャンボ鶴田               | 1        | 1984年2月23日  | 蔵前国技館                                                                     |
| 第31代                                                                                               | リック・マーテル           | 1        | 1984年5月13日  | ミネソタ州セントポール                                                         |
| 第32代                                                                                               | スタン・ハンセン           | 1        | 1985年12月29日 | ニュージャージー州イーストラザフォード AWAのスケジュールに従わなかったため剥奪 |
| 剥奪が告げられた後も王座を保持し続け、1986年7月26日に天龍源一郎、7月31日に鶴田と防衛戦を行っている。 |                            |          |                |                                                                                |
| 第33代                                                                                               | ニック・ボックウィンクル   | 4        | 1986年6月30日  | 不明 AWAから指名                                                               |
| 第34代                                                                                               | カート・ヘニング           | 1        | 1987年5月2日   | カリフォルニア州サンフランシスコ                                               |
| 第35代                                                                                               | ジェリー・ローラー         | 1        | 1988年5月8日   | テネシー州メンフィス AWAとの契約が打ち切られたため剥奪                         |
| 第36代                                                                                               | ラリー・ズビスコ           | 1        | 1989年2月7日   | ミネソタ州セントポール                                                         |
| 第37代                                                                                               | マサ斎藤                   | 1        | 1990年2月10日  | 東京ドーム                                                                     |
| 第38代                                                                                               | ラリー・ズビスコ           | 2        | 1990年4月8日   | ミネソタ州セントポール                                                         |